# 100-річчя створення Українського військово-морського флоту (монета)
100-рі́ччя ство́рення Украї́нського військо́во-морсько́го фло́ту — ювілейна монета номіналом 10 гривень, випущена Національним банком України. Присвячена 100-річчю створення Українського військово-морського флоту. Центральною Радою на початку 1918 року було прийнято ряд важливих військово-морських законів, які на той час мали декларативний характер, у тому числі один із найголовніших — «Тимчасовий закон про флот». 29 квітня 1918 року адмірал М. Саблін — командуючий Чорноморським флотом, ураховуючи настрої більшості українських моряків, офіційно проголосив увесь Чорноморський флот у Севастополі та Криму флотом УНР та наказав підняти український прапор.
Монету введено в обіг 18 квітня 2018 року. Вона належить до серії Збройні Сили України.

## Опис та характеристики монети
| Номінал грн. | Метал                 | Маса, грам | Діаметр, мм. | Якість виготовлення | Гурт     | Тираж, штук |
| ------------ | --------------------- | ---------- | ------------ | ------------------- | -------- | ----------- |
| 10           | сплав на основі цинку | 12,4       | 30           | анциркулейтед       | рифлений | 1 000 000   |

### Аверс
На аверсі монети розміщено: угорі на матовому тлі: малий Державний Герб України, ліворуч від якого вертикальні написи: УКРАЇНА та номінал — 10 ГРИВЕНЬ; рік карбування — 2018; праворуч на дзеркальному тлі — стилізовані прапор військово-морського флоту України тих часів та абрис військового корабля на хвилях, ліворуч від якого — логотип Банкнотно-монетного двору Національного банку України.

### Реверс
На реверсі монети на тлі стилізованих хвиль розміщено напис 100, у нулях якого — роза вітрів (векторна діаграма, яка характеризує напрямки вітру) та тризуб, накладений на якір, по обидві сторони від якого роки: 1918, 2018. Розміщено написи: СТВОРЕННЯ УКРАЇНСЬКОГО (угорі), ВІЙСЬКОВО-МОРСЬКОГО ФЛОТУ (унизу).

## Автори

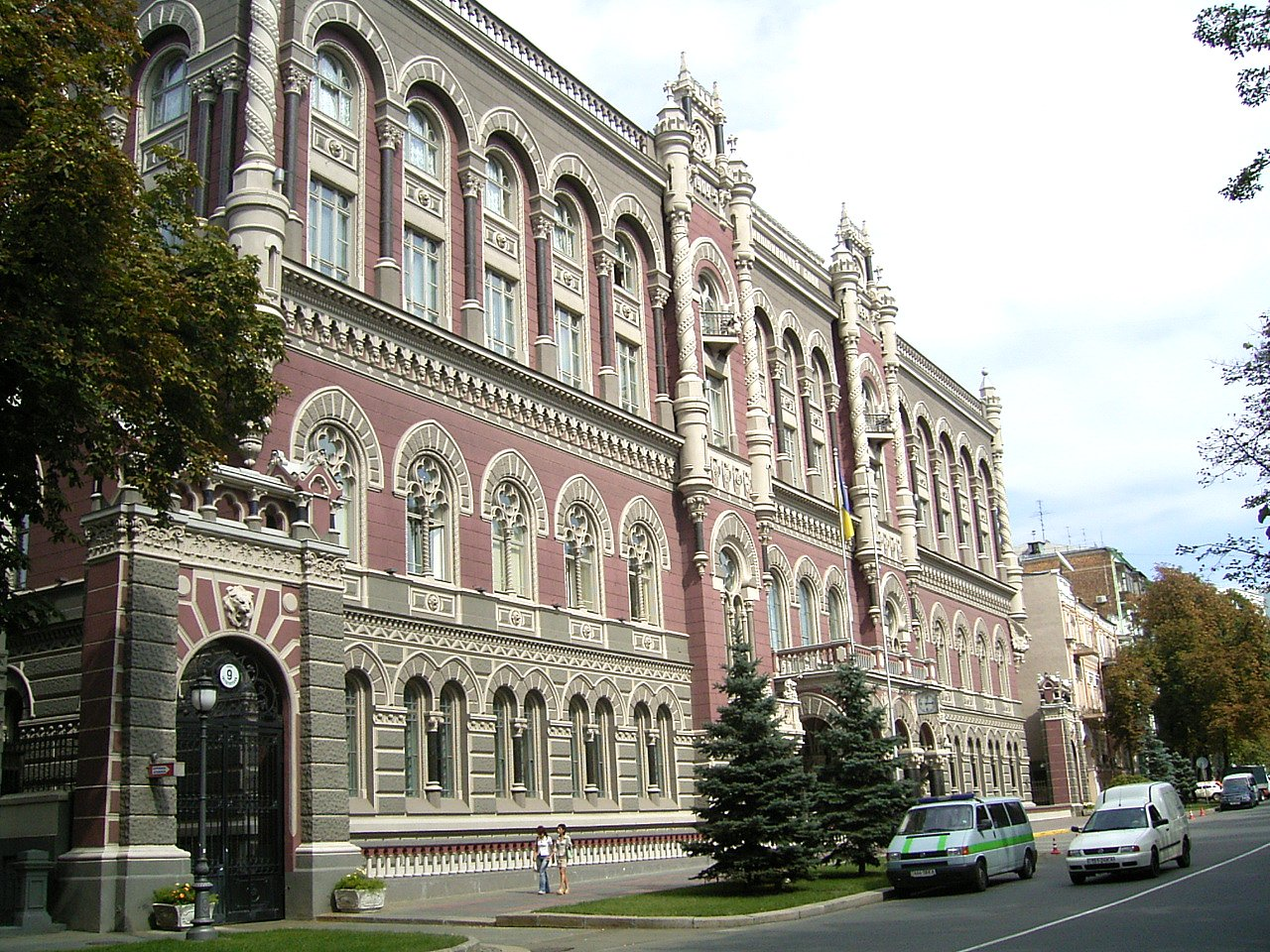
Будівля Національного банку України

- Художники: Володимир Таран, Олександр і Сергій Харуки.
- Скульптори: Анатолій і Володимир Демяненки.

## Вартість монети
Під час введення монети в обіг 2018 року, Національний банк України розповсюджував монету через свої філії за номінальною вартістю — 10 гривень.
Фактична приблизна вартість монети, з роками змінювалася так:
| Рік       | 2018 | 2019 | 2020 | 2021 | 2022 | 2023 | 2024 | 2025 |
| --------- | ---- | ---- | ---- | ---- | ---- | ---- | ---- | ---- |
| Ціна, грн | 13   | 13   | 14   | 14   | 15   | 70   | 120  | 240  |

Всім, безперешкодно до 31 жовтня 2021 року на офіційних сторінках Інтернет-магазину нумізматичної продукції Національного банку України, можна було придбати монету за її номінальною вартістю 10 гривень.